# Ford Escape
Pour les articles homonymes, voir Escape.
La Ford Escape est un véhicule de type SUV du constructeur automobile américain Ford vendu depuis 2000. Il est vendu en Europe sous le nom de Ford Kuga depuis 2008.

## Première génération (2001)
La première génération de Ford Escape a été lancée en 2000 pour l'année modèle 2001. Il a été conjointement développé avec Mazda, dans laquelle Ford détenait une participation majoritaire, et a été mis en vente en même temps que le Mazda Tribute. Les deux sont construits sur la plate-forme CD2 de Ford, elle-même basée sur la plate-forme GF de Mazda.
Le Ford Escape est un SUV de taille relativement courte (4,45 mètres). À l'époque, les plus gros véhicules utilitaires sportif avaient tendance à utiliser des conceptions de carrosserie sur châssis basées sur des pick-ups. D'autres constructeurs automobiles, dont Jeep, Toyota et Honda, proposaient des modèles monocoque plus petits, respectivement les Jeep Cherokee (XJ), RAV4 et CR-V. Les essieux arrière pleins étaient couramment utilisés sur les SUV de grande taille et les Jeep Cherokee en raison de leur capacité à transporter de lourdes charges au détriment d'une conduite confortable et d'une bonne maniabilité. Dans l'Escape, Ford et Mazda ont décidé d'offrir une conception monocoque semblable à celle d'une voiture avec une suspension entièrement indépendante et une direction à crémaillère et pignon similaire à celle des RAV4 et CR-V. Bien que n'étant pas destiné à une sérieuse conduite hors piste, un système de traction intégrale (TI) permanent fourni par Dana était en option, qui comprenait un différentiel central verrouillable activé par un interrupteur sur le tableau de bord. Le système de traction intégrale envoie normalement la majeure partie de la puissance du moteur aux roues avant. Si un patinage est détecté à l'avant, plus de puissance sera envoyée aux roues arrière en une fraction de seconde. Le système à quatre roues motrices était une version plus récente du système «Control Trac» 4x4 de Ford, baptisé Control Trac II 4WD dans l'Escape. Ce système permettait aux roues avant de recevoir 100% du couple jusqu'à ce qu'un patinage soit détecté. En utilisant un accouplement à lame rotative, 100% de la puissance pouvait être envoyée jusqu'aux roues arrière en quelques fractions de seconde. Lors du passage du système de «Auto» à «On», les essieux avant et arrière sont verrouillés à 50/50; le temps de réaction nécessaire pour engager les roues arrière est réduit grâce à un embrayage de dérivation intégré. L'ensemble du système de freinage a été construit par Continental Teves, y compris l'ABS et divers composants de suspension connexes. La production complète a commencé chez Ford Lio Ho Motor Co. en 2002 à Taiwan pour divers marchés asiatiques. Une différence entre le Tribute et le Ford Escape est que, dans un effort de culture d'une image sportive, la suspension du Tribute est réglée pour une conduite plus ferme que l'Escape.
Il propose des équipements luxueux comme un toit ouvrant, ou un système de navigation intégré en option, caméra de recul en option, ou encore DVD pour les places arrière en option, l'Escape soigne l'intérieur. Quelques détails sont amusants comme l'éclairage d'ambiance, très plaisant mais en option.
L'Escape soigne aussi sa sécurité, active comme passive, grâce à la présence de six coussins gonflables de sécurité (« airbags »), d'une transmission intégrale 4WD (option), et bien sûr, ESP, ABS, et toute une batterie d'aides à la conduite.
Le Ford Escape est le SUV le plus vendu en Amérique du Nord.

### Ford

#### 2000-2004 (BA, ZA)
En Amérique du Nord, il se situait sous le plus gros Explorer basé sur un pick-up de la gamme Ford, mais il était légèrement plus grand que les offres de petits SUV de Honda et de Toyota. Bien qu'il s'agisse techniquement d'un crossover, il est commercialisé par Ford dans le cadre de sa gamme de SUV traditionnels (Escape, Explorer, Expedition) plutôt que de sa gamme séparée de crossovers (Edge, Flex) en raison de son style de SUV plus conventionnel.
De 2001 à 2004, le Ford Escape était vendu en Europe sous le nom de Maverick et il remplaçait une version rebadgée du Nissan Mistral/Terrano II. Seules deux versions ont été fabriquées, le moteur quatre cylindres en ligne Zetec de 2,0 L avec transmission manuelle et le V6 Duratec de 3,0 L à transmission automatique, tous deux utilisant de l'essence comme carburant. L'absence d'une version diesel n'a pas aidé les ventes et le véhicule a été temporairement arrêté fin 2003. Cependant, le Maverick, au Royaume-Uni par exemple, n'était disponible qu'en version XLT. De plus, le tableau de bord n'était pas le même que celui de l'Escape américain; il provenait plutôt du Mazda Tribute. Le Maverick a été réintroduit en 2005 sur certains marchés européens avec le moteur V6 Duratec. Le Maverick était assemblé en Russie pour le marché russe. À partir de 2006, le Maverick n'était plus vendu en Europe, laissant Ford sans SUV compact jusqu'à l'introduction du Ford Kuga de 2008. Le Maverick était principalement conçu pour une utilisation sur route - vendu avec des pneus de route normaux et étant utilisé avec une traction avant la plupart du temps. La gamme est aussi étendue grâce à deux modes de transmission, FWD et 4WD.
Les résultats des crash-tests de l'Escape ont été mitigés. Dans le cadre du programme d'évaluation des voitures neuves administré par la National Highway Traffic Safety Administration, basée aux États-Unis, la voiture a reçu cinq étoiles sur cinq pour la protection du conducteur et quatre étoiles sur cinq pour la protection des passagers lors d'un impact frontal à 56 km/h. Le SUV a reçu cinq étoiles pour le conducteur et le passager arrière lors du test d'impact latéral. Lors du test de chevauchement frontal à 64 km/h) de l'Insurance Institute for Highway Safety, les Escape de 2001-2004 ont reçu la note «Marginale». Lors du test de collision latérale à 50 km/h, les véhicules équipés des coussins gonflables latéraux en option ont obtenu la note «Bien», tandis que ceux qui n’avaient pas les coussins gonflables en option ont reçu la note «Mauvais».
Tous les Escape sont équipés d'un «antidémarrage» passif appelé SecuriLock. Cette fonction comprend une puce «d'identification par radiofréquence» intégrée dans la clé, que la voiture lit à chaque fois que le conducteur insère la clé. Si la clé ne fournit pas de signal de confirmation valide, le véhicule ne démarre pas, même si la clé est parfaitement reproduite pour correspondre à l'original. Les vols, blessures et collisions signalés aux compagnies d'assurance pour l'Escape sont parmi les plus bas de sa catégorie.

#### Amérique du Nord
Aux États-Unis, tous les Escape comprenaient des équipements de série tels que des vitres électriques avec vitre automatique côté conducteur, serrures de porte électriques, système de freinage antiblocage (SFA), entrée sans clé, une banquette arrière rabattable, roues de 16 pouces et climatisation. De plus, un acheteur d'Escape pouvait choisir parmi l'un des différents niveaux de finition disponibles, notamment:
- XLS (2001-2007) En tant que niveau de finition le plus basique de l'Escape, le XLS comprenait: les moteurs Zetec de 2,0 litres (2001–2004) et DuraTec de 2,3 litres (2005–2007), une transmission manuelle à cinq vitesses, roues en acier de 15 pouces, une chaîne stéréo AM/FM avec lecteurs cassettes et CD (plus tard, un seul lecteur CD en 2005, ajoutant la capacité MP3 en 2007 avec SIRIUS) et quatre haut-parleurs, sièges avant baquets à dossier haut et surfaces des sièges en tissu et vinyle. Les options comprennent des jantes en alliage de 15 ou 16 pouces, le moteur V6 de 3,0 litres (2001–2004) et une transmission automatique à quatre vitesses (dont certains étaient disponibles sous le nom de finition XLS Popular).
- XLT (2001-2007) En tant que niveau de finition haut de gamme de l'Escape en 2001 et niveau de finition le plus populaire de l'Escape tout au long de cette gamme (2001-2007), le XLT ajoutait l'équipement suivant au niveau de finition XLS de base: jantes en alliage de 16 pouces, alarme de sécurité, surfaces de sièges en tissu et un intérieur amélioré. Les options comprenaient une chaîne stéréo AM/FM avec un lecteur CD à six disques dans le tableau de bord (qui est ensuite devenu un équipement standard sur tous les Escape), le moteur V6 de 3,0 litres, une transmission automatique à quatre vitesses, surfaces des sièges garnies de cuir et de vinyle et le système audio haut de gamme à sept haut-parleurs avec amplificateur et caisson de basses monté à l'arrière.
- XLT Sport (2002-2007) Le XLT Sport était l'un des niveaux de finition les plus populaires de l'Escape de 2002 à 2007, il ajoutait des équipements aux équipements du XLT standard: le moteur V6, transmission automatique à quatre vitesses, garniture intérieure sport et jantes en alliage usiné de 16 pouces. Les options étaient les mêmes que ceux du niveau de finition XLT standard.
- Limited (2002-2007) En tant que niveau de finition haut de gamme de l'Escape de 2002 à 2007, le niveau de finition Limited ajoutait l'équipement suivant au niveau de finition XLT Sport: une chaîne stéréo AM/FM avec lecteur CD à six disques/MP3 dans le tableau de bord, le système audio haut de gamme à sept haut-parleurs avec amplificateur et caisson de basses monté à l'arrière, sièges avant baquets à dossier bas, surfaces des sièges garnies de cuir, sièges avant baquets et chauffants avec double réglage électrique, un système de sécurité, garniture extérieure de couleur assortie, garniture intérieure de luxe et une calandre unique. Les options étaient limitées, mais comprenaient un toit ouvrant électrique.
- Hybrid (2005-2007) Basé sur le niveau de finition XLT de milieu de gamme, l'Hybrid comprenait: le moteur quatre cylindres en ligne DuraTec de 2,3 litres avec moteur électrique, sièges avant baquets et électriques, sièges avant baquets à dossier bas, surfaces d'assise améliorées en tissu partiellement recyclé et jantes en alliage uniques de 16 pouces. Les options comprenaient un toit ouvrant électrique, un système de navigation GPS unique avec système d'information hybride intégré, radio satellite Sirius, le système audio haut de gamme à sept haut-parleurs avec amplificateur et caisson de basses monté à l'arrière, surfaces des sièges garnies de cuir et une peinture extérieure «bicolore», avec garniture extérieure inférieure et pare-chocs avant et arrière peinte en argent.

#### 2004-2006 (ZB)
L'Escape et le Tribute ont été mis à jour en février 2004 pour l'année modèle 2005 avec un nouveau moteur de base (le Duratec 23 de 2,3 L (2 261 cm3), qui a remplacé le moteur quatre cylindres Zetec 2,0 L (1 983 cm3) de 129 ch (95 kW). Le moteur le plus puissant est resté le V6 Duratec 3,0 L (2 976 cm3) de 204 ch (150 kW), avec de nouveaux supports de moteur. Ford a également ajouté des systèmes de sécurité avancés sur les coussins gonflables et les ceintures de sécurité, un système de traction intégrale intelligent et des changements mineurs à l'extérieur, qui comprenaient un pare-chocs avant redessiné. L'année modèle 2005 a été la première avec une transmission automatique disponible sur les modèles de base à quatre cylindres. Le levier de vitesses de la transmission automatique a été déplacé depuis la colonne vers la console sur tous les modèles équipés de transmissions automatiques. Ford a également supprimé la fonction d'inclinaison des sièges arrière pour améliorer la sécurité des occupants des sièges arrière en cas de collision arrière.

#### 2006-2008 (ZC; Asie-Pacifique)
Un Escape ZC remanié, conçu à Taiwan par Ford Lio Ho, a été mis en vente au second semestre 2006 pour les marchés de l'Asie et du Pacifique (à l'exception de la Corée du Sud, où l'Escape du marché nord-américain y est vendu). Les principaux changements externes comprenaient un pare-chocs avant, une calandre, des phares, un capot et un pare-chocs arrière redessinés, ainsi que des feux arrière à LED.
À l'intérieur, les changements comprenaient un levier de vitesses de la transmission automatique monté au sol, à la place du levier de vitesses sur colonne, ainsi qu'une console centrale redessinée contenant des commandes audio et de climatisation. La climatisation est automatique sur tous les modèles sauf le XLS. Le modèle Limited comportait également des pare-chocs, des passages de roue et des moulures latérales à code couleur, ainsi que des rétroviseurs latéraux avec clignotants à LED intégrés. Les freins à tambour arrière ont été remplacés par des freins à disque aux quatre coins.
Le V6 de 3,0 L a été modifié pour réduire la consommation de carburant de plus de 10%[réf. nécessaire], tandis que le 4 cylindres de 2,3 L a amélioré le couple moyen avec un accélérateur électronique, ayany ainsi une légère augmentation de la puissance à 109 kW (148 ch ). Les deux moteurs avaient été certifiés conformes aux normes d'émissions Euro III. La boîte automatique à quatre vitesses était reportée et c'était le seul choix de transmission. Deux transmissions automatiques à quatre vitesses différentes étaient utilisées, la CD4E pour le V6 de 3,0 L et la GF4AX-EL pour le 4 cylindres de 2,3 L.

#### 2008-2009 (ZD; Asie-Pacifique)
L'Escape ZD, conçu à Taiwan par Ford Lio Ho pour les marchés de l'Asie-Pacifique, a été mis en vente mi-2008, apportant de nombreux changements. En Australie, le moteur V6 a été abandonné, ne laissant que le quatre cylindres de 2,3 litres.
La gamme de modèles a également été simplifiée, avec une seule spécification disponible. Les modifications apportées à la carrosserie comprenaient un tout nouveau pare-chocs avant, une nouvelle calandre, de nouveaux phares et un nouveau capot, avec un logo Ford élargi et posé sur une calandre à trois barres chromée. À l'arrière, de nouveaux feux arrière plus minces ont été présentés, qui étaient disposés horizontalement plutôt que verticalement. De plus, le montant B était désormais peint en noir plutôt que couleur carrosserie. Par rapport au modèle précédent, tous les pare-chocs, rétroviseurs et revêtements extérieurs étaient peints de la même couleur que la carrosserie (auparavant, cela n'était disponible que sur le modèle haut de gamme Limited). Les niveaux d'équipement se sont également améliorés. Comparé au modèle de base de l'Escape ZC, le ZD comprenait de série des coussins gonflables latéraux, une climatisation automatique, des jantes en alliage de 16 pouces et des rétroviseurs avec clignotants intégrés. Contrairement à la plupart des autres concurrents de sa catégorie, les airbags rideaux et le contrôle électronique de la stabilité n'étaient pas disponibles.

#### 2009-2012 (ZD; Asie-Pacifique)
En 2009, un autre lifting développé par Ford Lio Ho, l'Escape ZD, a apporté une nouvelle calandre et un nouveau pare-chocs avant. La garniture chromée a été complètement retirée de la calandre, remplacée par une calandre noire et plus petite de style "nid d'abeille" comme sur le dernier Ford Escape. Dans ses dernières années, il était vendu aux côtés de son successeur, le Ford Kuga, jusqu'à ce que le Kuga le remplace en 2013.

### Ford Maverick II (Europe)

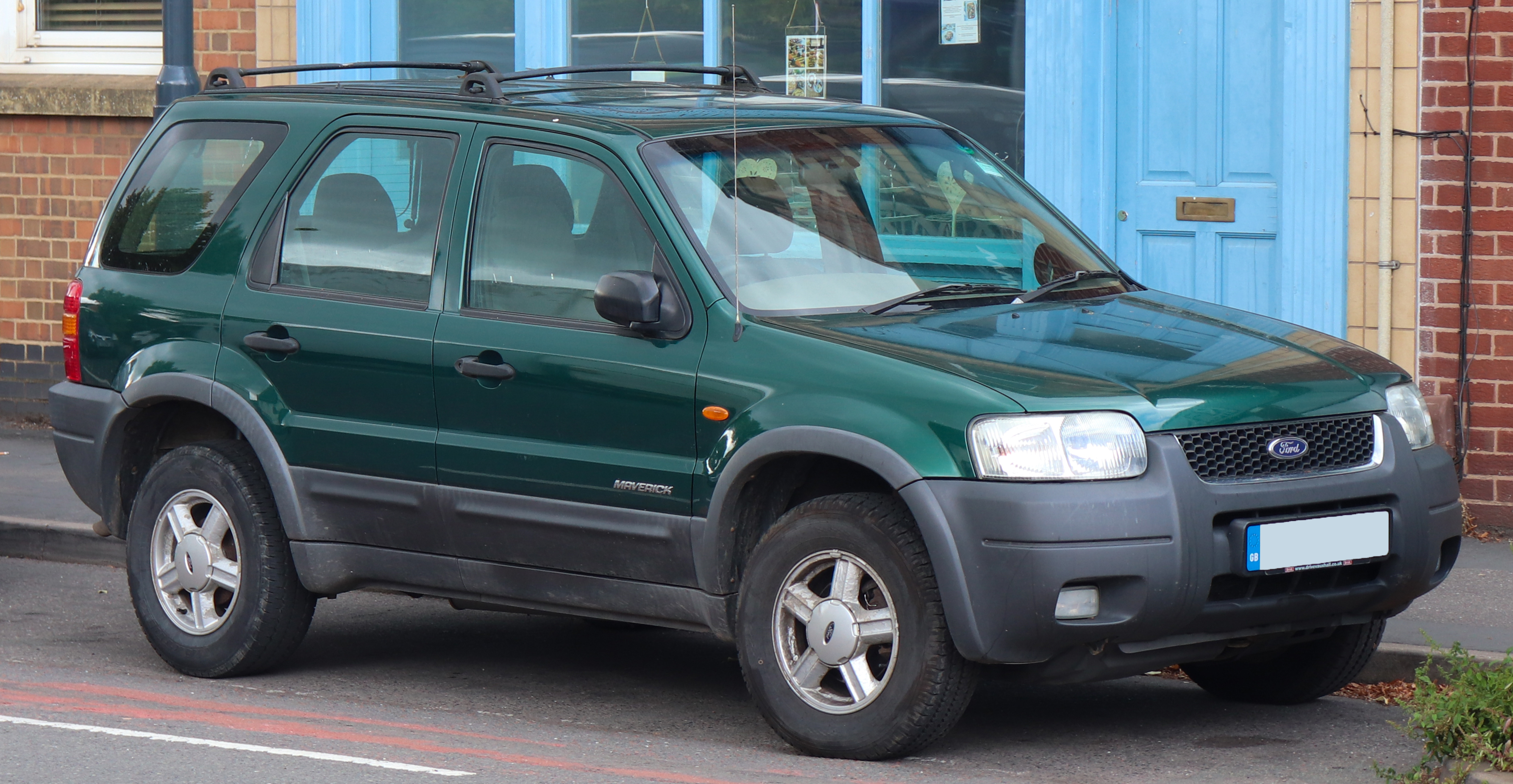
Ford Maverick II (Europe)

Le Ford Escape est aussi distribué en Europe sous le nom de Ford Maverick : il s'agit de la seconde génération après la première de 1993 à 1998 qui était un Nissan Terrano II rebadgé.

### Mazda

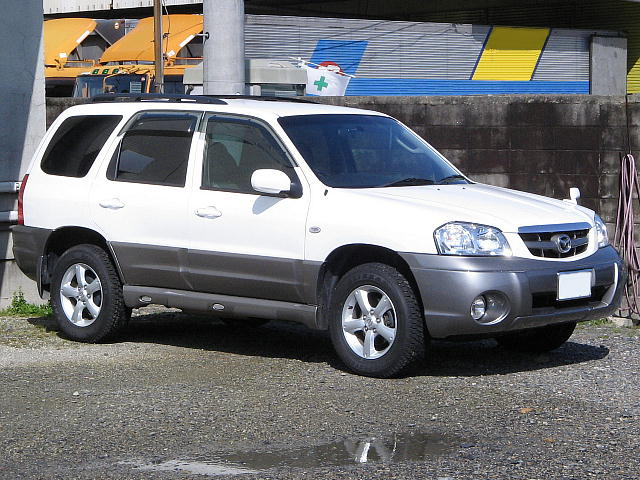
Mazda Tribute I

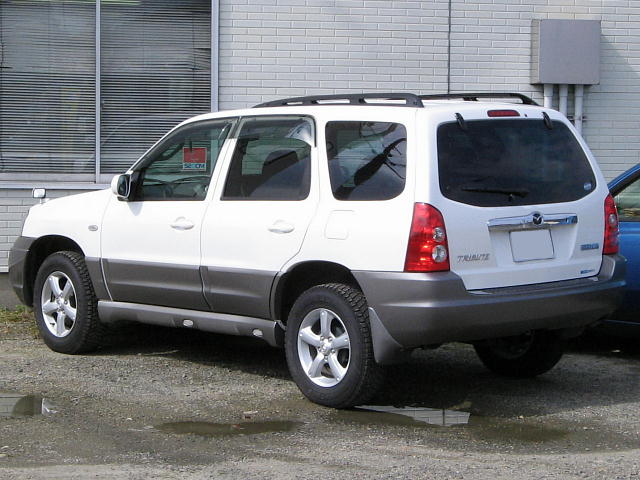
Mazda Tribute I

#### 2000-2004
Le Tribute a fait ses débuts au Salon de l'auto de Los Angeles en 2000 en tant que SUV multisegment compact, un segment lancé par le Toyota RAV4 en 1994. C'était le premier SUV offert par Mazda depuis le Mazda Navajo, un Ford Explorer deux portes rebaptisé que Mazda a retiré après l'année modèle 1994. Au Japon, Mazda possédait un SUV appelé Mazda Proceed Levante, un Suzuki Escudo rebaptisé, mais le Tribute était le premier SUV original de Mazda. L'usine Ford de Claycomo, Missouri, assemblait le Tribute pour le marché nord-américain, aux côtés du Ford Escape. L'usine Mazda à Hofu au Japon et l'usine Ford Lio Ho à Taiwan assemblaient le Tribute pour leurs marchés respectifs.
Le Mazda Tribute de 2001–2006 était disponible en traction avant ou à quatre roues motrices et comportait un intérieur spacieux et simple mais confortable, une tenue de route décente et une conduite semblable à celle d'une voiture. Le Tribute et l'Escape ont fait leurs débuts en 2000, offrant une traction avant ou une traction intégrale et un choix d'un moteur 4 cylindres Zetec de 2,0 L de Ford monté transversalement avec 129 ch (95 kW), 183 N m, ou un V6 Duratec 3.0 L de Ford avec 203 ch (150 kW), 265 N m. Le moteur 4 cylindres de 2,0 L était équipé d'arbres à cames entraînés par courroie de distribution, tandis que le V6 Duratec de 3,0 L était doté d'une chaîne de distribution sans entretien.

#### 2004-2006
L'Escape et le Tribute ont été rafraîchis en 2004 pour l'année modèle 2005. Le moteur de base est devenu le MZR 4 de 2,3 L de Mazda avec 155 ch (114 kW), 206 N m, et le moteur haut de gamme est resté le V6 Duratec de 3.0 L, maintenant avec un couple de 261 N m. Dans les modèles construits en Amérique du Nord, le levier de vitesses de la transmission automatique qui était monté au plancher a remplacé le levier de vitesses sur colonne. Cependant, les modèles de construction japonaise ont continué avec un levier de vitesses sur colonne. Mazda a décidé d'arrêter la production après l'année modèle 2006
En 2004, Mazda Japon a mis en vente une version limitée, le Mazdaspeed Tribute, avec un moteur MZR de 2,3 litres qui a 223 ch (164 kW), 254 N m et qui utilise un levier de vitesses sur colonne. Cependant, Mazda Japon a décidé de mettre fin à sa production en 2005.

#### 2006-2008 (Asie-Pacifique)
Une version considérablement remaniée du Tribute a été lancée au second semestre 2006 pour les marchés d'Asie-Pacifique. Le Tribute mis à jour présentait une calandre plus grande et plus audacieuse, avec un logo Mazda élargi, ainsi qu'un pare-chocs avant et des phares redessinés. Les rétroviseurs latéraux ont des clignotants intégrés.
À l'intérieur, les changements comprenaient un nouveau levier de vitesses de la transmission automatique monté au sol, à la place de l'ancien levier de vitesses sur colonne (modèle pour l'Asie-Pacifique uniquement; les Tribute construits aux États-Unis ont gagné le levier de vitesses au sol en 2005). Le tableau de bord a été mis à jour avec une toute nouvelle radio et une climatisation automatique à lecture numérique, sur certains modèles. Mécaniquement, les freins à tambour arrière ont été remplacés par des freins à disque. Les moteurs restent les mêmes, mais le V6 a été modifié pour réduire sa consommation de carburant de plus de 10%, tandis que le 4 cylindres a amélioré son couple moyen avec un accélérateur électronique. Les deux moteurs avaient été certifiés conformes aux normes d'émissions Euro III.
À partir de 2006, Mazda a cessé de vendre et de produire le Tribute au Japon et l'a remplacé par le CX-7 de taille similaire. En 2008, Mazda Australie a également abandonné le Tribute, l'absence du Tribute étant comblée par le Mazda CX-7 introduit l'année précédente. Pour les autres marchés d'Asie-Pacifique, la production du Tribute a été transférée à l'usine Ford Lio Ho de Zhongli, Taiwan, qui produit également le jumeau du Tribute, le Ford Escape, pour les marchés de l'Asie-Pacifique. Cet arrangement s'est poursuivi jusqu'en début 2010, lorsque le Tribute des marchés de l'Asie-Pacifique a cessé sa production, étant entièrement remplacé par le CX-7 importé du Japon.

### Mercury

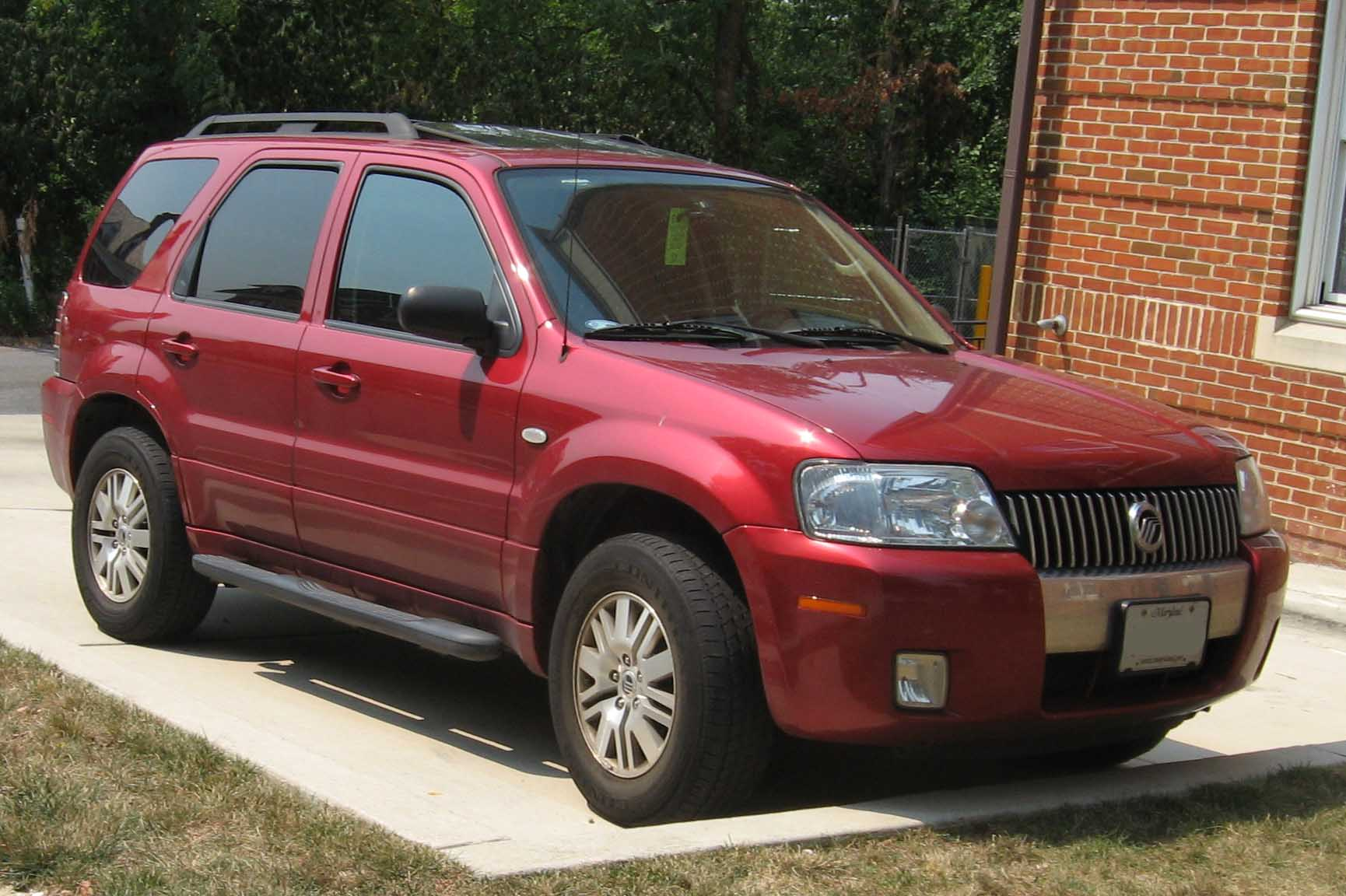
Mercury Mariner I

Introduit aux États-Unis en 2004 pour le rafraîchissement du Ford Escape de l'année modèle 2005, la division Mercury de Ford a mis en vente une version de luxe appelée Mercury Mariner. Le Mariner se trouve au-dessus de l'Escape dans la hiérarchie Ford-Mercury-Lincoln. Le Mariner est le premier SUV de Mercury basé sur une voiture et se trouve sous le Mountaineer dans la gamme. Le Mariner était officiellement offert aux États-Unis, au Mexique, en Arabie saoudite, au Koweït et aux Émirats arabes unis. Le Mercury comprend des différences stylistiques, comme un intérieur bicolore, des répéteurs de clignotants empruntés au Ford Maverick (le nom de l'Escape en Europe) du marché européen, un revêtement monotone et la calandre avant de style «cascade» de Mercury. Contrairement à ses homologues, une transmission manuelle ne faisait pas partie de la gamme des groupes motopropulseurs. Le Mariner a été le premier Mercury à quatre cylindres depuis l'arrêt de la Mercury Cougar en 2002. Pour 2006, la gamme a été élargie avec l'introduction du Mariner Hybrid. Les ventes ont pris fin après le modèle de 2007, remplacé par une deuxième génération, à nouveau un Ford Escape rebadgé.
Le 7 septembre 2006, Ford a livré un Mercury Mariner Hybrid «Presidential Edition» à l'ancien président Bill Clinton. Ses caractéristiques personnalisées incluent: éclairage LED, prise de 110 volts, sièges arrière baquets, pupitre d'écriture rabattable sur la console centrale et les sièges arrière, lecteurs DVD personnels pour chaque siège, réfrigérateur et dégagement accru pour les jambes aux sièges arrière. Plusieurs modifications de sécurité non divulguées ont également été apportées au véhicule.
Le groupe motopropulseur du Mariner Hybrid était identique à celui de son frère, le Ford Escape Hybrid. Il a été lancé sur le marché américain en 2006 et a été abandonné en 2010 (dans la deuxième génération) avec le reste de la marque. Le Mariner Hybrid s'est vendu à un total de 12 300 unités.
Comme le Ford Escape Hybrid, le Mariner Hybrid à un système hybride électrique «complet», ce qui signifie que le système peut basculer automatiquement entre une puissance électrique pure, une puissance du moteur essence pure ou une combinaison de batterie électrique et de moteur essence fonctionnant ensemble, pour des performances et une efficacité maximales à toutes les vitesses et charges. Lors du freinage ou de la décélération, le système hybride du Mariner utilise le freinage par récupération, le moteur d'entraînement électrique devient un générateur, convertissant l'élan du véhicule en électricité pour le stocker dans les batteries. Avec 157 ch (116 kW), le Mariner Hybrid a presque les mêmes performances d'accélération que le Mariner avec V6 conventionnel de 204 ch (150 kW). Encore une fois, tout comme l'Escape Hybrid, il obtient une moyenne respectable de 6,9 litres aux 100 km et est parfois considéré comme le véhicule utilitaire sportif le plus économe en carburant sur la route.

### Hybrid
Le Ford Escape et le Mercury Mariner sont également disponibles dans une version avec un groupe motopropulseur hybride dérivé du système Hybrid Synergy Drive de Toyota et ils ont été lancés aux États-Unis en 2004 pour l'année modèle 2005. Assemblé à Kansas City, Missouri, c'était le premier SUV hybride produit pour la vente et le premier hybride d'un constructeur américain (aux côtés des Chevrolet Silverado/GMC Sierra Hybrid de la même année modèle). Selon l'Agence de protection de l'environnement, le Ford Escape Hybrid de première génération est 70% plus efficace que l'Escape classique. Alors que le Mercury Mariner était également proposé en tant qu'hybride, l'option n'était pas disponible sur le Mazda Tribute.
Les versions hybrides de l'Escape peuvent être identifiées par des badges «Hybrid» situés sur les portes avant côtés conducteur et passager ainsi qu'à proximité du hayon à droite. De plus, la vitre côté conducteur de la zone de chargement est plus petite pour accueillir une fente de ventilation pour la batterie haute tension. Une «finition spéciale d'apparence» était également disponible en option sur les modèles hybrides de 2005–2007. Cette finition remplaçait le revêtement inférieur de l'Escape traditionnel par un revêtement argenté. L'équipement de série de l'Escape Hybrid comprend: un siège conducteur à huit réglages électriques, climatisation automatique à deux zones, régulateur de vitesse, une chaîne stéréo à six CD, jantes en alliage de 16 pouces, serrures électriques avec accès sans clé à distance et vitres électriques.
Ford a construit 17 000 Escape Hybrid au cours du second semestre 2004, soit quatre fois plus qu'il l'avait initialement prévu. À partir de 2005, New York et d'autres villes du monde ont commencé à utiliser le Ford Escape Hybrid comme taxis. Le Ford Escape Hybrid a remporté le prix du SUV nord-américain de l'année en 2005.

#### Technologie de la transmission
L'Escape Hybrid utilise une technologie hybride similaire à celle utilisée dans la Toyota Prius. Les ingénieurs de Ford ont réalisé que leur technologie pouvait entrer en conflit avec les brevets détenus par Toyota, ce qui a conduit en 2004 à un accord de partage de brevets entre les entreprises, autorisant l'utilisation par Ford d'une partie de la technologie hybride de Toyota en échange de l'utilisation par Toyota d'une partie de la technologie des moteurs diesel et à injection directe de Ford. Ford soutient que Ford n'a reçu aucune assistance technique de Toyota pour développer le groupe motopropulseur hybride, mais que certaines technologies des moteurs hybrides indépendamment développées par Ford se sont avérées similaires aux technologies précédemment brevetées par Toyota, de sorte que des licences ont été obtenues. Aisin Seiki Co. Ltd., un fournisseur japonais de composants automobiles appartenant au groupe Toyota, fournit la transmission à variation continue hybride HD-10 pour l'Escape Hybrid. Alors que Toyota produit la transmission de la Prius de troisième génération en interne, Aisin est le seul fournisseur de transmissions hybrides à d'autres fabricants. Des frictions sont survenues concernant l'allocation par Aisin d'une capacité de production et de ressources d'ingénierie limitées à Ford. Sanyo Electric Co. construit la batterie de 50 kg, 330 volts 5,5 Ah (ce qui en fait un stockage de 1,8 kWh), 250 cellules à hydrure métallique de nickel (HMNi) pour l'Escape de 2005.
L'Escape Hybrid est un hybride complet, ce qui signifie que le système peut basculer automatiquement entre une puissance électrique pure, une puissance du moteur essence pure ou une combinaison de batterie électrique et de moteur essence fonctionnant ensemble, pour des performances et une efficacité maximales à toutes les vitesses et toutes les charges. Lors du freinage ou de la décélération, le système hybride de l'Escape utilise le freinage par récupération, le moteur d'entraînement électrique devient un générateur, convertissant l'élan du véhicule en électricité pour le stocker dans les batteries. Le moteur essence quatre cylindres en ligne à cycle Atkinson de 135 chevaux (99 kW) de l'Escape Hybrid et le moteur électrique se combinent pour donner 157 chevaux (116 kW), ce qui donne à l'Escape Hybrid les mêmes performances d'accélération que le V6 de 204 ch (150 kW) de l'Escape classique en raison du fait que le couple du moteur électrique est disponible à partir de zéro tr/min.
L'hybride donnerait une efficacité d'environ 75% supérieure, la version à traction avant a des cotes EPA de 7,8 L/100 km en ville, 8,4 L/100 km sur autoroute et 8,1 l/100 km en combiné. Les cotes EPA de la version à traction intégrale sont de 8,4 L/100 km en ville, 9 L/100 km sur autoroute et 8,7 L/100 km en combiné dans la circulation urbaine, et a démontré qu'il pouvait parcourir entre 644 et 805 km avec seulement 57 litres et une consommation de 7,6 L-8,1 litres aux 100 km sur l'autoroute. Pour obtenir ces chiffres de kilométrage, le manuel du propriétaire indique que de l'essence pure, et non des mélanges d'éthanol, doit être utilisée. En 2006, Ford a montré un Escape qui pouvait fonctionner avec du carburant E85.
Contrairement aux véhicules conventionnels, les hybrides atteignent souvent de meilleurs chiffres en ville car ils ne gaspillent pas de puissance au ralenti et peuvent récupérer une certaine puissance à l'arrêt (en utilisant le freinage régénératif) qui serait gaspillée dans un véhicule conventionnel.

### Rappels

#### Défaillance du sous-châssis
En avril 2014, Ford a lancé un rappel pour 386 000 Ford Escape et Mazda Tribute des années modèles 2001-2004 et pour des Escape fabriquées entre le 22 octobre 1999 et le 23 janvier 2004 pour le Canada et les États du nord de la «ceinture de sel» aux États-Unis. La rouille du sous-châssis peut entraîner la rupture ou le détachement du support du bras de commande inférieur du sous-châssis, entraînant une perte de contrôle de la direction et un risque de collision. Les concessionnaires ont installé un renfort de traverse sur tout véhicule touché par le rappel. Les années modèles 2005-2007 n'ont pas été affectées,.

## Deuxième génération (2008)
La deuxième génération de Ford Escape a fait ses débuts au Salon international de l'auto de Los Angeles 2006. L'Escape du marché nord-américain et ses frères, les Mazda Tribute et Mercury Mariner, ont été repensés pour rester compétitifs avec d'autres nouveaux SUV compacts, mais la plupart des composants internes ont été reportés pour l'année modèle 2008. L'Escape utilise toujours la plate-forme CD2. Ford a également inclus de série un système de contrôle électronique de la stabilité sur l'Escape de 2008.
L'Escape mis à jour a reçu des indices de style de l'Explorer, de l'Edge et de l'Expedition. Les changements incluent une nouvelle calandre avec des phares plus grands dans le carénage avant, tandis que les côtés ont été révisés avec des lignes plus épurées et des passages de roues plus arrondis. L'intérieur est également entièrement repensé, y compris le tout nouveau système de navigation standard de la famille Ford.
L'Escape de 2008 et son frère le Mercury Mariner ont été les premiers véhicules à être équipés du mode de direction à traction et dérive de Ford, une amélioration rendue possible par l'application d'un contrôle logiciel au système de direction assistée électrique (DAE).
Ford a mis fin à la production de l'Escape de deuxième génération en 2011 et a transféré la production à son usine d'assemblage de Louisville à Louisville, Kentucky, où il a été remplacé par un nouvel Escape basé sur son homologue européen, le crossover Ford Kuga.

### Ford
Un nouveau concept car pour le marché asiatique, appelé Ford Escape Adventure Concept, a été dévoilé lors du Tokyo Motor Show 2007. Il dispose d'un carénage avant et arrière révisé, intégrant la calandre à trois barres de Ford et des feux arrière à LED redessinés.
Le moteur Duratec 23 de 2.3 L a été remplacé par un nouveau moteur Duratec 25 de 2,5 L (2 488 cm3), qui a augmenté la puissance standard à 173 ch (128 kW) et 232 N m de couple , tout en diminuant la consommation de carburant de 2 litres aux 100 km sur les cycles urbains et extra-urbains. Le V6 Duratec 30 optionnel de 3,0 L a été complètement mis à jour, ce qui a entraîné une augmentation de 41 ch (30 kW), portant la puissance à 243 ch (180 kW) et 302 N m de couple. Le moteur Duratec 30 voit également une diminution de la consommation de carburant de 2 litres aux 100 km. Le badge «Escape» est entièrement retiré des portes avant.
L'Hybrid est également mis à niveau pour utiliser le moteur de 2,5 L (bien qu'utilisant toujours le cycle Atkinson pour une meilleure économie de carburant). L'efficacité a été améliorée à 6,9 litres aux 100 km en ville et 7,6 litres aux 100 km sur route selon l'EPA. Le moteur de 2,5 L augmente la puissance de l'Hybrid de 22 ch (16 kW) lorsque le moteur électrique est ajouté.
D'autres changements mécaniques comprennent une nouvelle barre stabilisatrice arrière de 18,5 mm, un réglage de suspension révisé, des mises à niveau du V6 de 3,0 L qui a porté la puissance à 243 ch (179 kW), et un nouveau système d'échappement sur tous les échappements. Le système de freinage des versions Hybrid a été révisé avec une unité d'assistance à l'aspiration qui, selon les critiques, donne aux freins une sensation constante sur toute la durée du freinage. Les versions précédentes de l'Hybrid avaient une sensation de freinage légèrement molle, principalement en raison du fait que pour la première partie de durée du freinage, le système régénère la puissance au lieu d'engager les plaquettes de frein contre les rotors. Cependant, les freins, une fois testés, ont donné à l'Escape des arrêts extrêmement longs.
Cette génération a également vu l'introduction de la finition d'apparence optionnelle "Sport", qui comprend le V6 de 3.0L amélioré, changement de la calandre avant depuis le chrome vers le noir brillant, ajout d'un appliqué noir brillant sur le pare-chocs avant, le changement des couvre culbuteurs et des poignées de porte depuis le plastique noir non peint vers la couleur carrosserie, ajout un aileron arrière noir brillant, boîtiers de phares noirs, jantes noires de 17", intérieur en tissu/cuir noir avec garniture noir piano et suppression de tout badge «V6» extérieur. Cette option n'était disponible que sur le niveau de finition XLT et uniquement avec les peintures métalliques Ingot Silver, Sterling Grey, Steel Blue ou Tuxedo Black.
En 2009, le système SYNC de Ford est de série sur les modèles Hybrid, Hybrid Limited et Limited conventionnel, et en option sur les XLS et XLT. 
L'Escape a subi quelques modifications aérodynamiques mineures pour 2009, notamment un aileron avant révisé et des spoilers de pneus arrière. Avec l'ajout des spoilers de pneus arrière, des roues chromées optionnelle de 17" sont équipées d'un nouveau "pneu à faible résistance au roulement" de Michelin, augmentant légèrement la garde au sol et améliorant la traction par rapport aux roues et pneus standard de 16". Une autre nouveauté est le système de remplissage de carburant sans capuchon Easy-Fuel de Ford.
En août 2009, l'Escape faisait partie des quatre véhicules de Ford, avec la Focus, le F-Series et le Ranger, à bénéficier le plus du programme Cash for Clunkers, où il a enregistré une augmentation de 49% des ventes.
En 2009, pour l'année modèle 2010, l'Escape ajoutera trois nouvelles fonctionnalités qui seront de série sur toutes les versions: la MyKey de Ford, les commandes de balancement de remorque et l'Integrated Spotter Mirror pour une meilleure vision des angles morts. Tout ce qui a été ajouté dans les années modèles 2008 et 2009 sera reporté, mais les gammes d'options ont été renommées Rapid Specification Codes (100s pour le XLS, 200s pour le XLT et 300s pour le Limited).
Nouvelles fonctionnalités optionnelles pour 2010: l'assistance active au stationnement (AAS) est une nouvelle fonctionnalité disponible en option depuis la mi-2009 sur le Ford Escape Limited de 2010 (actuellement uniquement en option sur les Ford Flex, Lincoln MKT et Lincoln MKS). L'assistance active au stationnement détectera une place de stationnement en créneau disponible et dirigera automatiquement le véhicule dans la place (mains libres) pendant que le conducteur contrôle l'accélérateur, le changement de vitesse et les freins. Le système ordonnera visuellement et audiblement au conducteur comment garer le véhicule. Le système d'assistance active au stationnement utilise des capteurs à l'avant et à l'arrière du véhicule pour guider le véhicule dans une place de stationnement. Système de caméra de recul - utilise une caméra extérieure intégrée à l'arrière du véhicule qui envoie des images à un affichage vidéo dans le rétroviseur ou sur l'écran du système de navigation pour aider à améliorer la visibilité arrière du véhicule lorsqu'il est en marche arrière.
Aucun changement esthétique n'a été apporté pour l'année modèle 2011. Le seul changement mineur est la standardisation de SYNC Traffic & Directions sur tous les modèles équipés du système Sync.
Il n'y a eu aucun changement cosmétique ou d'équipement pour l'année modèle 2012. L'Escape de troisième génération a été dévoilé au Salon international de l'auto de l'Amérique du Nord 2012 à Detroit.
Le système de contrôle électronique de la stabilité auparavant indisponible est devenu la norme sur la deuxième génération. Dans les tests de collision de l'Insurance Institute for Highway Safety, l'Escape et ses cousins, le Mercury Mariner et le Mazda Tribute, sont classés «Bien» dans les tests de collision frontale et latérale,. Ils sont également classés «Bien» pour la protection contre les collisions arrière et ont reçu le prix «Meilleur choix de sécurité» jusqu'en 2010. Lors des tests de résistance du toit, l'Escape a reçu une note «Marginale» tandis que les modèles hybrides sont classés «Mauvais».

### Mazda

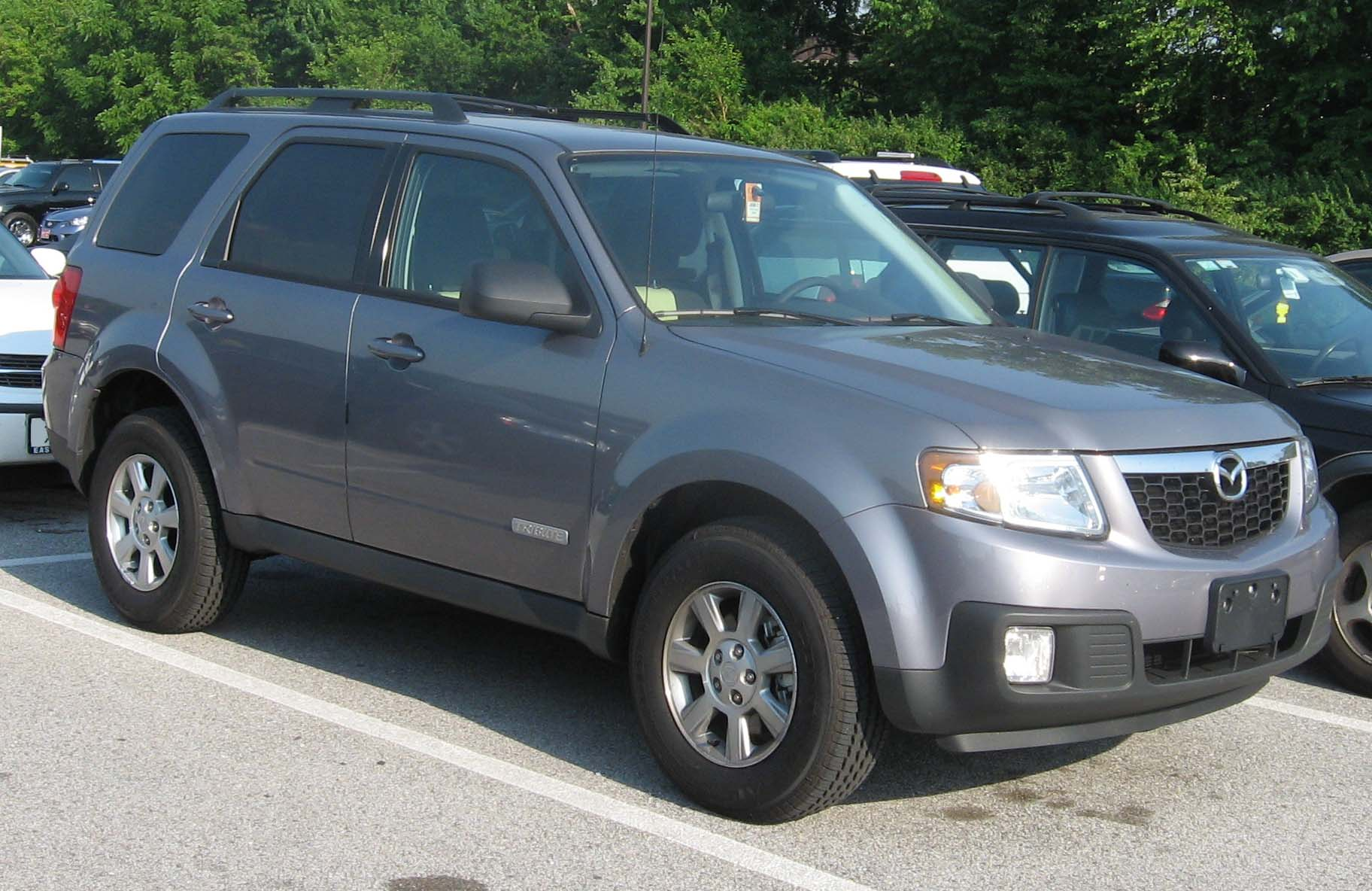
Mazda Tribute II

En 2007, pour l'année modèle 2008, le Tribute a été considérablement remanié, tout comme ses frères les Ford Escape et Mercury Mariner. Initialement destiné à être renommé Mazda CX-5, le véhicule a conservé le nom Tribute. Les changements ont été importants, mais ne sont pas parvenus à une refonte partant d'une «feuille blanche», car les véhicules sont restés sur la plate-forme CD2 et ont conservé les anciens moteurs quatre cylindres en ligne MZR de 2,3 L et V6 AJ de 3,0 L. Les changements visibles incluent des tôles et un intérieur tout nouveaux. L'intérieur a été considérablement amélioré en utilisant des composants tout nouveaux et des matériaux de meilleure qualité, et il était généralement salué par les journalistes automobiles. Cependant, contrairement à la première génération du Tribute, qui avait un extérieur et un intérieur uniques par rapport à ses frères, le nouveau modèle ne diffère de ses frères que par le «nez» (ailes avant, capot et carénage avant), les feux arrière et des détails. Les changements notables à l'extérieur comprennent une ceinture de caisse plus élevée et des passages de roues plus prononcés. Dans l'ensemble, la voiture devait paraître plus grande et plus substantielle que le modèle précédent. Par mesure de réduction des coûts, les freins arrière a été remplacés par des freins à tambour, avec des critiques prévisibles,.
Le Mazda Tribute de 2008 (non hybride) a été dévoilé pour la première fois au Salon international de l'auto de Montréal 2007, et le Mazda Tribute de 2008 a été mis en vente en mars 2007. Un nouvel ajout était le modèle Hybrid, qui n'était auparavant disponible que sur les Ford Escape et Mercury Mariner.
Le Tribute a reçu des changements majeurs supplémentaires pour améliorer les performances de l'année modèle 2009, principalement au moyen de mises à niveau mécaniques. Plus important encore, tous les nouveaux moteurs ont remplacé le quatre cylindres en ligne de 2,3 litres et le V6 de 3,0 litres de plus en plus surpassés. Le nouveau quatre cylindres en ligne MZR de Mazda de 2,5 L a remplacé le moteur de 2,3 L, augmentant la puissance à 174 ch (128 kW) et 232 N m de couple à 4 000 tr/min. Malgré une puissance accrue, la consommation de carburant a également diminué de 2 litres aux 100 km sur les cycles urbains et extra-urbains. Le V6 (AJ) optionnel de 3,0 L a été complètement mis à jour, ce qui a entraîné une augmentation de 41 ch (30 kW), portant la puissance à 244 ch (180 kW) et 302 N m de couple. Il voit également une diminution de 2 l/100 km. Le Tribute Hybrid a été abandonné après l'année modèle 2009.
Un autre changement important a été le passage à la nouvelle boîte automatique 6F de Ford à 6 vitesses, qui est devenue de série sur tous les modèles équipés de V6 et en option sur les modèles à quatre cylindres en ligne. De plus, de nouvelles barres stabilisatrices avant et arrière de 19 mm ont été ajoutées en 2009 pour améliorer la tenue de route après des plaintes concernant une baisse de performance à la suite des changements de 2008. D'autres changements comprenaient des sièges redessinés, des feux de jour, des commandes audio au volant en option et d'autres caractéristiques supplémentaires. Le Tribute a été abandonné en novembre 2011 à la fin de l'année modèle 2011, remplacé par le Mazda CX-5 pour 2012.

### Mercury

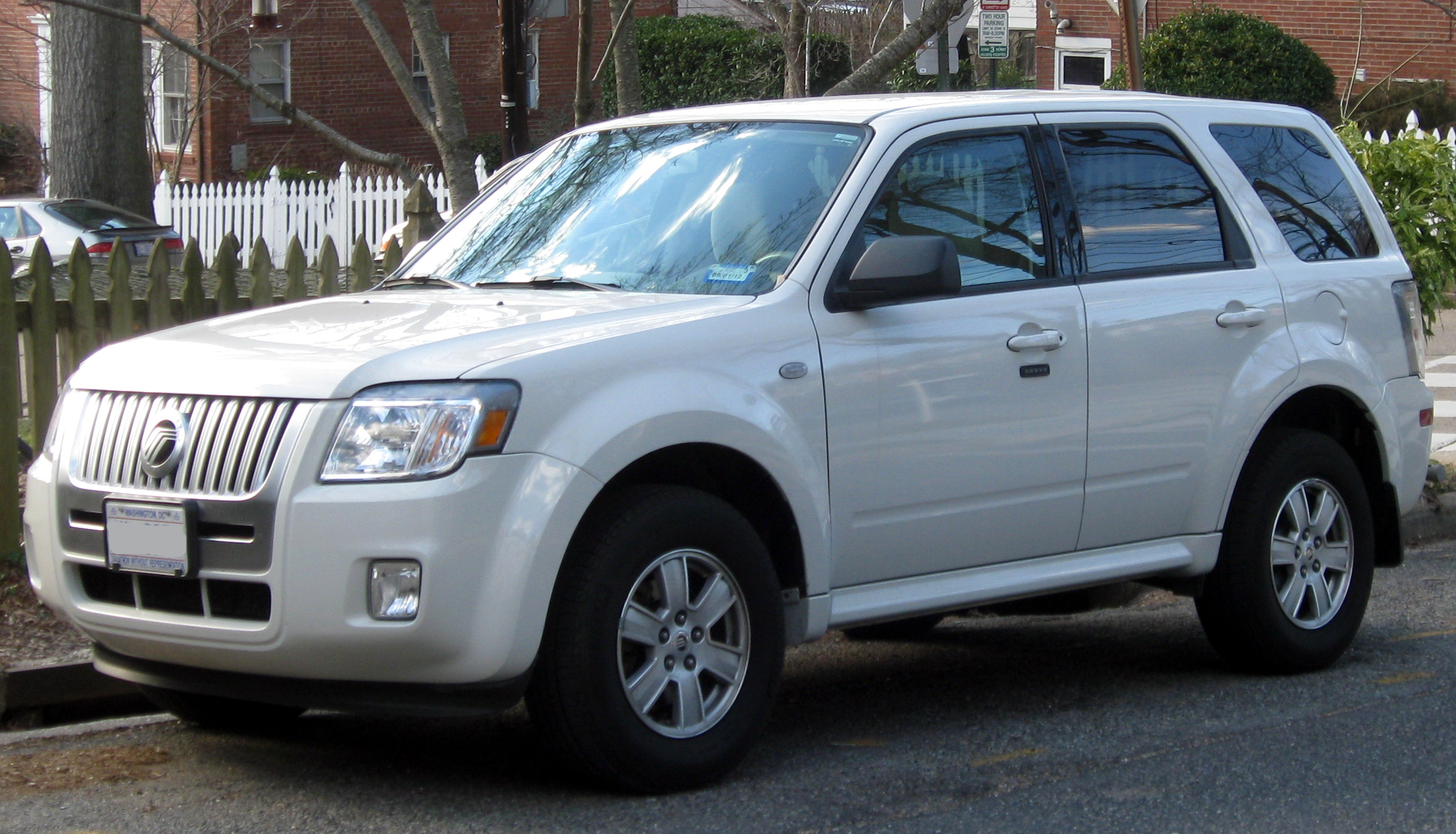
Mercury Mariner

Pour l'année modèle 2008, le Mariner a été considérablement mis à jour avec un nouveau look bien qu'il reste basé sur la plate-forme CD2 de Ford utilisée par la génération précédente. Le premier Mercury Mariner de 2008 a été dévoilé au South Florida International Auto Show le 6 octobre 2006. Les changements comprenaient de nouveaux sièges, des nouveaux phares, des nouveaux feux arrière, un nouveau hayon, une ceinture de caisse plus élevée, de nouvelles portes et de nouvelles roues. L'intérieur a également été considérablement mis à jour avec des matériaux de meilleure qualité et des caractéristiques plus raffinées. Les moteurs sont restés les mêmes, mais le V6 Duratec de 3,0 L a été modifié pour réduire la consommation de carburant de 10%.
Les Ford Escape et Mercury Mariner de 2009 ont été dévoilés au Salon de l'auto de Washington 2008. Doté d'un moteur de 2,5 litres et d'une transmission automatique à 6 vitesses qui a remplacé la transmission automatique à quatre vitesses, le nouveau groupe motopropulseur a amélioré l'économie de carburant EPA de 2 L/100 km et augmenté la puissance de 11 % à 172 ch (127 kW). De plus, le V6 Duratec de 3,0 litres existant est passé de 203 ch (149 kW) à 243 ch (179 kW). Le nouveau moteur était également la nouvelle base des modèles hybrides de Ford, y compris le Ford Escape Hybrid et le Mercury Mariner Hybrid. «Pour huit véhicules Escape et Mariner que nous vendons, l'un d'eux est un hybride, et l'attrait est de plus en plus important», déclare Sue Cischke, vice-présidente senior du développement durable, de l'environnement et de la sécurité chez Ford.
Pour l'année modèle 2010, le Mariner a ajouté de série la MyKey de Ford et les commandes de stabilisation de remorque sur tous les niveaux de finition. Le moteur du Mariner a une option Flex-Fuel sur tous les modèles, ce qui signifie qu'ils peuvent utiliser, en option, du carburant E85 ou ordinaire sans plomb, mais uniquement avec le moteur V6. Ford a également supprimé les répéteurs de clignotants de style européen pour cette année modèle. Pour l'année modèle 2011, le Mariner présentait en standard la radio HD, mais continuait avec les mêmes caractéristiques que les modèles de 2010. Cette version du Mariner était la dernière, car Ford a abandonné la marque Mercury en raison de la baisse des ventes. Ford a mis fin à la production du Mariner en octobre 2010. Le dernier est sorti de la chaîne de montage le 5 octobre 2010.

### Hybrid
Le Ford Escape Hybrid de deuxième génération a reçu quelques modifications de style mineures à l'intérieur et à l'extérieur. Les principaux changements cosmétiques comprenaient de nouveaux pare-chocs, une nouvelle calandre, de nouveaux phares et de nouveaux feux arrière pour correspondre au style New Edge de Ford. Mais mécaniquement, la transmission était essentiellement la même mais a subi des modifications logicielles importantes. Pour 2009, un moteur plus gros et plus puissant a été introduit, ainsi qu'une suspension révisée, l'ajout d'un contrôle de stabilité, les débuts du système de commande vocale "Sync" et un système de remplissage de carburant sans capuchon. Les batteries et les autres composants hybrides de l'Escape Hybrid de 2009 ont ajouté environ 136 kg au véhicule. Cependant, le poids supplémentaire a été blâmé pour un effet indésirable dans la manipulation. En outre, à partir de 2009, les freins arrière à disque des années précédentes ont été remplacés par des freins à tambour, ce qui a été critiqué comme étant un "étrange pas en arrière".
L'Escape Hybrid de deuxième génération était proposé en deux niveaux de spécifications, un modèle de base sans nom et une version plus chère, le «Limited». Le base comprend: une banquette arrière rabattable en 60/40, AdvanceTrac avec contrôle de la stabilité du roulis et une chaîne stéréo CD à disque unique/MP3 à quatre haut-parleurs et avec compatibilité avec la radio Sirius par satellite. Le "Limited" ajoute: une calandre chromée, sièges avant chauffants, un siège conducteur à réglage électrique en six directions et un revêtement entièrement en cuir, aide au stationnement arrière, éclairage ambiant et jantes en alliage de 16 pouces à six branches. Pour l'année modèle 2009, Ford SYNC est devenu standard sur les deux finitions de l'Hybrid et les badges «ESCAPE» sur les portes du Ford Escape Hybrid ont été remplacés par des badges «HYBRID», tout en déplaçant le logo des modèles hybrides de Ford depuis les portes côté conducteur jusqu'à côté du texte «HYBRID». Les modèles de 2010 ont vu l'ajout de MyKey, des commandes de balancement de remorque et l'Integrated Spotted Mirror pour une meilleure vision des angles morts. Les nouveaux extras en option sont l'assistance active au stationnement et une caméra de recul.
Ford a développé un prototype d'Escape Hybrid E85, le premier véhicule électrique hybride à carburant flexible capable de fonctionner avec 85% d'éthanol. En 2007, Ford a produit 20 Escape Hybrid E85 de démonstration pour des tests en situation réel dans des flottes aux États-Unis,.
À partir de 2009, le moteur essence était un moteur quatre cylindres à cycle Atkinson de 2,5 litres développant 157 ch (116 kW) à 6 000 tr/min avec un moteur électrique développant 95 ch (70 kW) à 5 000 tr/min. La puissance combinée maximale des deux moteurs était de 179 ch (132 kW).
L'EPA (Environmental Protection Agency) des États-Unis a évalué la consommation de carburant de l'Escape Hybrid de 2010 (traction avant) à 6,9 litres aux 100 km en ville et 7,6 litres aux 100 km sur route. Le tableau suivant compare la consommation de carburant, l'empreinte carbone et la consommation de pétrole entre la version hybride et les autres transmissions de la famille Escape, selon les estimations de l'EPA et du département américain de l'énergie. L'Escape Hybrid répondait aux normes SULEV et PZEV de la Californie, avec des émissions d'échappement inférieures à 90% et zéro émission par évaporation par rapport à la moyenne des voitures neuves de 2003.
Début 2012, Ford a arrêté la production de l'Escape Hybrid en raison de l'introduction de l'Escape de troisième génération. Les Escape de l'année modèle 2013 ont deux nouvelles unités EcoBoost à injection directe et turbocompressé (de 1,6 et 2,0 litres) qui offrent une économie de carburant plus élevée que le modèle de 2012. Un total de 122 850 Escape Hybrid ont été construits depuis 2005, ainsi que 12 300 unités de son frère le Mercury Mariner Hybrid, abandonné en 2010.

#### Hybride rechargeable
Trois entreprises ont converti des Ford Escape Hybrid en hybride rechargeable dans le cadre d'un contrat avec le NYSERDA et elles les ont livrés en 2007: Electrovaya de Toronto au Canada, Hymotion également de Toronto au Canada et Hybrids Plus de Boulder, Colorado, États-Unis.
En décembre 2007, Ford a développé un Escape hybride rechargeable de recherche et a livré le premier modèle d'une flotte de 20 modèles au Southern California Edison (SCE) pour commencer les essais routiers. Ce projet était une collaboration visant à explorer l'avenir des hybrides rechargeables et à évaluer comment les véhicules pourraient interagir avec la maison et le réseau électrique du service public. Certains des véhicules ont été évalués "avec les mêmes paramètres qu'un client typiques", selon Ford,,. Ford a également développé le tout premier SUV hybride rechargeable à carburant flexible, qui a été livré au département de l'Énergie des États-Unis en juin 2008. Cette version rechargeable de l'Escape Hybrid fonctionne à l'essence ou à l'E85 et fait également partie des flottes de démonstration que Ford a développées en partenariat avec la Southern California Edison et l'Electric Power Research Institute.
La version E85 et la version conventionnelle à moteur essence utilisent une batterie lithium-ion de 10 kWh, ce qui permet une autonomie de 48 km à 64 km/h ou moins. Lorsque la charge de la batterie tombe à 30%, le véhicule passe à son moteur quatre cylindres, assisté par les batteries, fonctionnant comme un véhicule électrique hybride classique. Le véhicule dispose d'un système d'affichage qui montre au conducteur l'efficacité du véhicule à tout moment. Si le véhicule utilise son moteur et fonctionne en mode hybride traditionnel, la consommation de carburant est évaluée à 2,7 litres aux 100 km en ville et à 4,7 litres aux 100 km sur l'autoroute,.
Cette flottes de 20 Ford Escape hybride rechargeables a été testée sur le terrain avec des flottes d'entreprises des services publics de Californie, État de New York, Ohio, Caroline du Nord, Alabama, Géorgie, Massachusetts, Michigan et Québec au Canada, avec des ventes prévues pour 2012,.
En août 2009, Ford a livré à l'American Electric Power de Columbus, Ohio, le premier Escape hybride rechargeable équipé de la technologie de système de contrôle et de communication intelligent Vehicle-to-Grid (V2G). Cette technologie permet à l'opérateur du véhicule de programmer quand recharger le véhicule, pendant combien de temps et à quel taux d'utilité. Les systèmes de batteries communiquent directement avec le réseau électrique via des compteurs intelligents fournis par les entreprises de services publics via un réseau sans fil. Au cours des deux années écoulées après le début du programme de démonstration, la flotte d'Escape hybride rechargeables a parcouru plus de 121 000 km et Ford prévoit d'équiper les 21 Escape hybrides rechargeables de la technologie de communication véhicule-réseau.
Les véhicules de démonstration de Ford et les conversions d'Hybrids Plus sont similaires. La conversion implique le remplacement de la batterie d'origine en nickel-hydrure métallique, située sur le plancher du coffre, par une batterie lithium-ion de plus grande capacité, au même endroit et avec sensiblement le même volume que la batterie d'origine. Les conversions d'Electrovaya et d'Hymotion conservent la batterie d'origine et augmentent sa capacité avec une batterie lithium-ion qui occupe une partie importante du coffre. Dans tous les cas, la conversion passe également par l'ajout d'un chargeur et d'une prise de courant.

## Troisième génération (2013)
Le Ford Escape de troisième génération a été conçu et rebadgé par Ford Europe et il est en grande partie identique au Ford Kuga du marché européen,. Il est apparu aux États-Unis en 2012 pour l'année modèle 2013. En Europe, il est proposé à l'identique sous l'appellation de Ford Kuga. De nombreux marchés qui utilisaient auparavant la plaque signalétique «Escape» sont passées à la plaque signalétique «Kuga» dans le cadre du programme One Ford, à l'exception du Moyen-Orient où il porte encore la plaque signalétique «Escape».

### Restylage

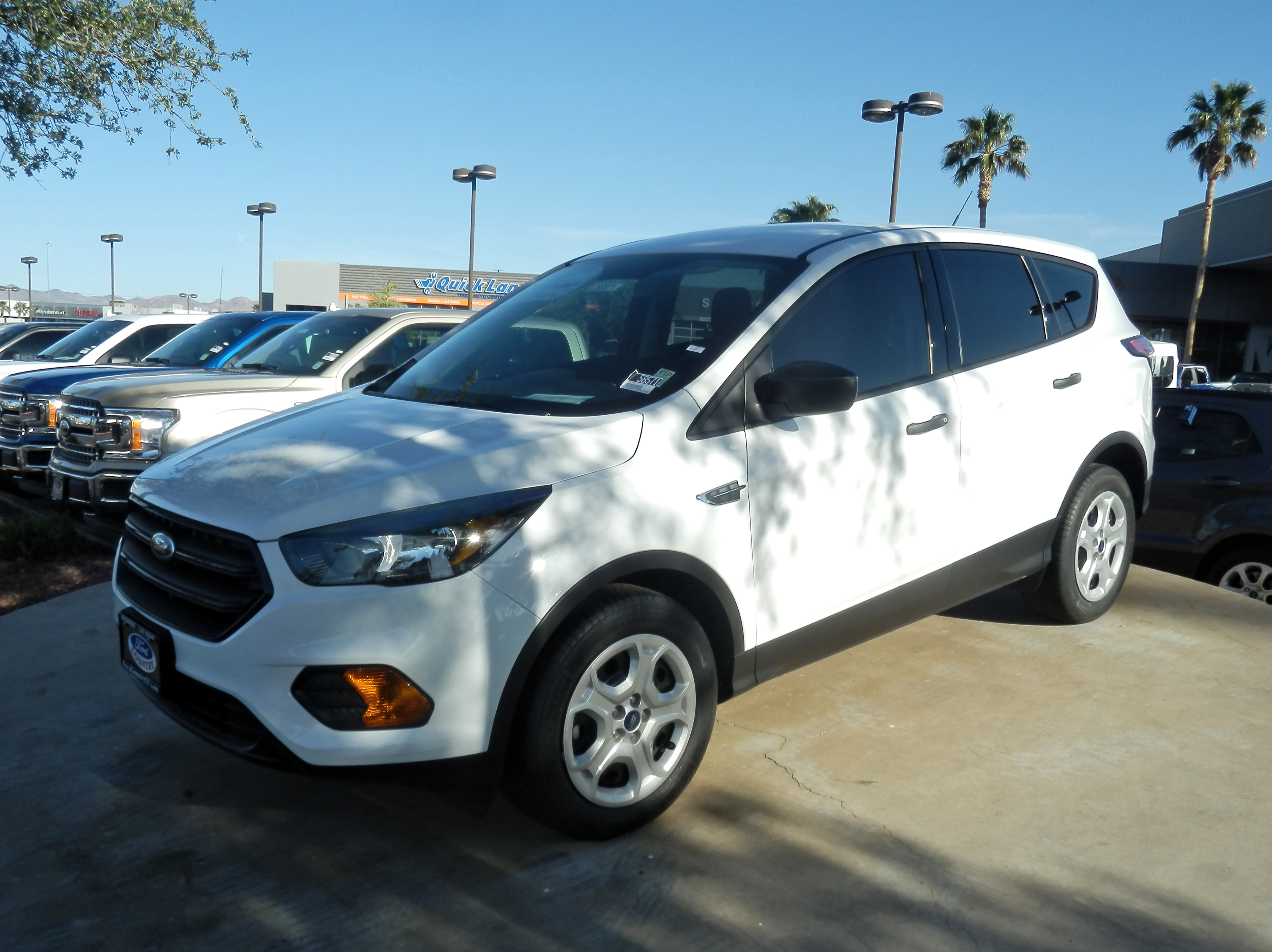
Ford Escape III Phase 2

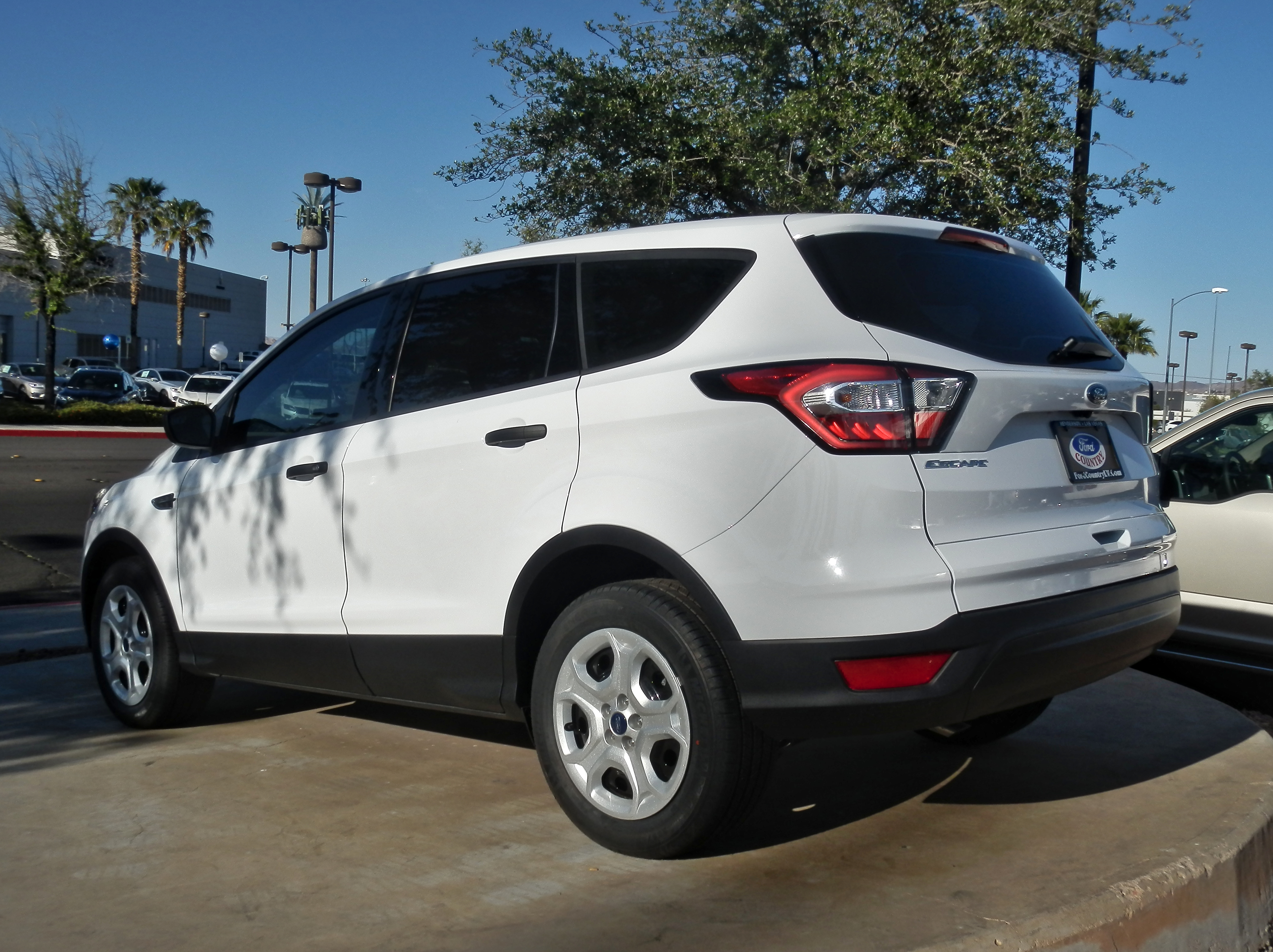
Vue arrière

En 2016, il est restylé. Au programme : une nouvelle connectivité Sync3 logée dans un grand écran tactile de 20 cm, des phares à DEL avec une nouvelle calandre qui le rapproche de son grand frère le Ford Edge et des feux arrière à diodes, l'aide au stationnement perpendiculaire, l'Active City Stop désormais opérationnel jusqu'à 50 km/h, une gestion de trafic d'intersection, un éclairage adaptatif et des commandes vocales plus perfectionnées.  

## Quatrième génération (2020)

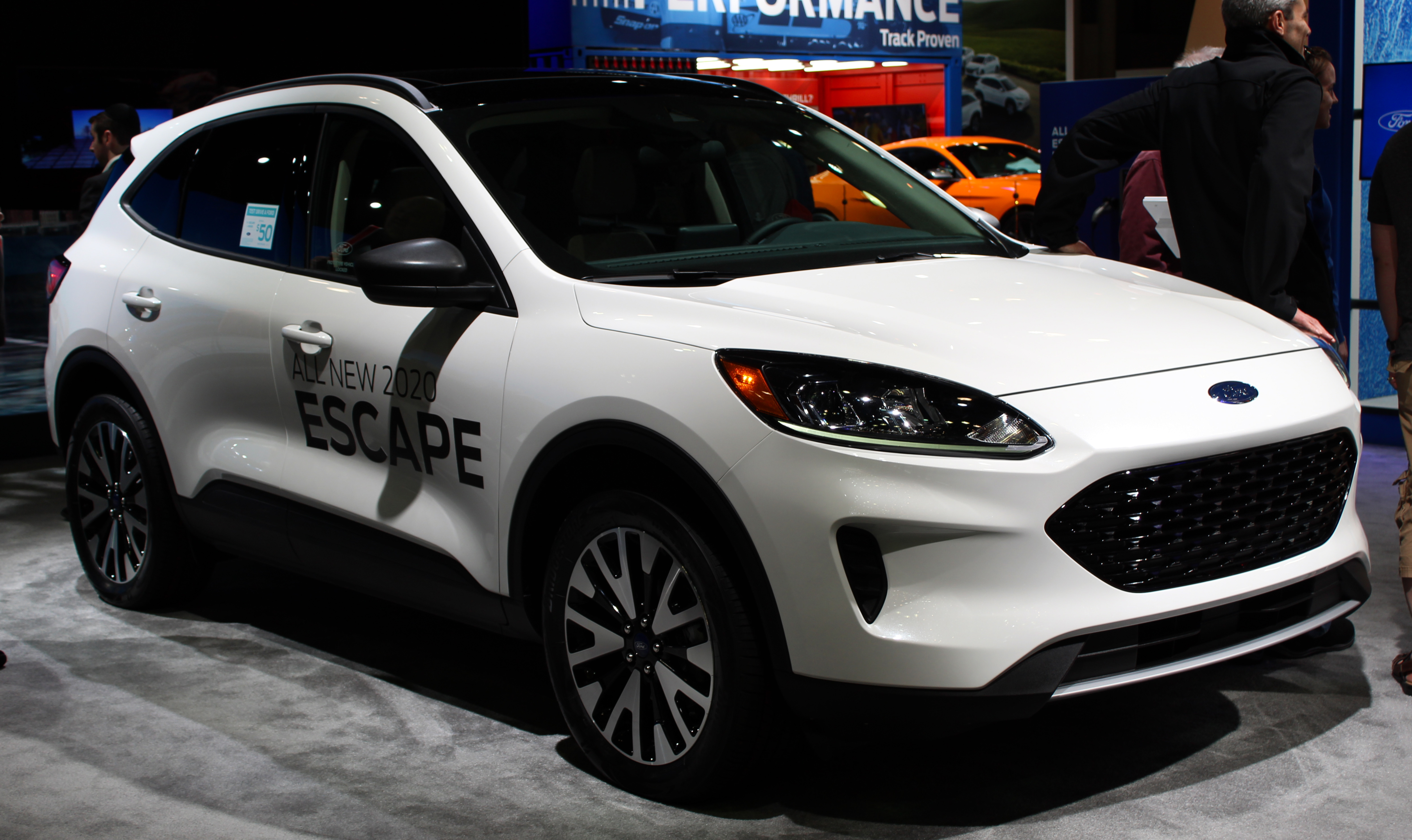
Ford Escape IV

Le Ford Escape de quatrième génération a fait ses débuts officiels le 2 avril 2019 et a été mis en vente au troisième trimestre de 2019 en tant que modèle de 2020. Le Ford Escape IV est sorti en 2019 aux États-Unis et en Chine. Il est construit à l'usine d'assemblage de Louisville à Louisville, Kentucky. Comme son prédécesseur, il est rebadgé Kuga lors de sa commercialisation en dehors de l'Amérique du Nord. En Chine, l'Escape de quatrième génération a un carénage avant légèrement redessiné par rapport à la version nord-américaine, et il est vendu aux côtés de la génération précédente, qui était vendue sous le nom de Ford Kuga,.

### Détails
Il existe quatre nouvelles combinaisons moteur-transmission, y compris un hybride gaz-électrique rechargeable qui peut parcourir 60 km avec seulement de l'électricité et avec une efficacité nominale équivalente à 2,4 L/100 km, ainsi qu'un hybride conventionnel et deux moteurs turbocompressés accouplés à une transmission automatique à huit vitesses.
Le moteur de base est un trois cylindres en ligne turbocompressé de 1,5 litre qui développe 184 ch (135 kW). Il est jumelé à une transmission automatique à huit rapports avec traction avant ou transmission intégrale en option. Un moteur quatre cylindres turbocompressés de 2,0 litres qui développe 253 ch (186 kW) est disponible. L'Escape Hybrid, de retour après une absence prolongée, ainsi que les tout nouveaux hybrides rechargeables sont propulsés par un moteur essence quatre cylindres en ligne de 2,5 litres qui fonctionne sur le cycle Atkinson plus efficace, ainsi que deux moteurs électriques et un train d'engrenages planétaires qui combine les deux sources de puissance et permet des changements de rapport de vitesse, fonctionnant essentiellement comme une transmission automatique à variation continue. La batterie des modèles hybrides standard est évaluée à 1,1 kWh, tandis que celle de l'hybride rechargeable est nettement plus grande, à 14,4 kWh; les deux sont des batteries lithium-ion qui s'adaptent sous le sol. La puissance combinée des modèles hybride standard est de 203 ch (149 kW), tandis que les modèles plug-in ont 212 ch (156 kW) combinés. Il a les niveaux de finition S, SE, SE Sport, SEL et Titanium,,,.
Chaque Escape est également livré avec ces caractéristiques de sécurité:
- Moniteur d'angle mort (vous avertit si un véhicule sur la voie d'a côté se trouve dans votre angle mort)
- Aide au maintien dans la voie (ramène la voiture dans sa voie si elle commence à dériver au-dessus du marqueur de voie)
- Atténuation des collisions avant (vous avertit d'une collision imminente et applique les freins dans certains scénarios)

Le 17 octobre 2019, cette nouvelle génération est arrivée sur le marché mexicain.

### Version du marché chinois et taïwanais
En Chine, la quatrième génération de Ford Escape était vendue aux côtés de son prédécesseur, vendu sous le nom de Kuga en Chine. La version du marché chinois présente un carénage avant redessiné avec une calandre plus grande et le logo Ovale Bleu de Ford positionné au centre de la calandre. La même variante de style était également vendue sous le nom de Ford Kuga sur le marché taïwanais.

## Ventes
| Année civile | Ventes aux États-Unis        | Ventes aux États-Unis | Ventes australiennes        |
| Année civile | Ford Escape                  | Mercury Mariner       | Ford Escape                 |
| ------------ | ---------------------------- | --------------------- | --------------------------- |
| 2000         | 42 635                       | NC                    | NC                          |
| 2001         | 164 184                      | NC                    | 2 842                       |
| 2002         | 145 471                      | NC                    |                             |
| 2003         | 167 678                      |                       | 3 238                       |
| 2004         | 183 430 (inc. 2,993 Hybrid)  | 7 171                 | 3 252                       |
| 2005         | 165 122 (inc. 18,797 Hybrid) | 34 099                |                             |
| 2006         | 157 395 (inc. 20,149 Hybrid) | 33 941                |                             |
| 2007         | 165 596 (inc. 21,386 Hybrid) | 34 844                |                             |
| 2008         | 156 544 (inc. 17,173 Hybrid) | 32 306                | 1 794                       |
| 2009         | 173 044 (inc. 14,787 Hybrid) | 28 688                | 1 039                       |
| 2010         | 191 026 (inc. 11,182 Hybrid) | 29 912                | 3 034                       |
| 2011         | 254 293 (inc. 10,089 Hybrid) | NC                    | 2 512                       |
| 2012         | 261 008 (inc. 1,441 Hybrid)  | NC                    | 939                         |
| 2013         | 295 993                      | NC                    | NC                          |
| 2014         | 306 212                      | NC                    | NC                          |
| 2015         | 306 492                      | NC                    | NC                          |
| 2016         | 307 069                      | NC                    | 37 (4 395 avec badge Kuga)  |
| 2017         | 308 296                      | NC                    | 4 987 (260 avec badge Kuga) |
| 2018         | 272 228                      | NC                    | 4 764                       |
| 2019         | 241 388                      | NC                    | 3 326                       |
| 2020         | 178 496                      | NC                    | NC                          |
| Total        | 4 623 460 (138 146 Hybrid)   | 200 961               | 31 664 (4 655 Kuga)         |